# Stactobia bersisik
Stactobia bersisik is een schietmot uit de familie Hydroptilidae. De soort komt voor in het Oriëntaals gebied.